# Ruder-Weltmeisterschaften 1990
Die Ruder-Weltmeisterschaften 1990 wurden auf dem Lake Barrington im Bundesstaat Tasmanien, Australien unter dem Regelwerk des Weltruderverbandes (FISA) ausgetragen. In 22 Bootsklassen wurden dabei Ruder-Weltmeister ermittelt. Die Finals fanden am 3. und 4. November 1990 statt, die Veranstaltung begann bereits am 30. Oktober.
Für Deutschland starteten trotz der bereits erfolgten Wiedervereinigung von DDR und Bundesrepublik ein letztes Mal zwei Mannschaften, die im Medaillenspiegel die ersten beiden Plätze belegten. Etwa zwei Monate nach den Weltmeisterschaften wurden zum 1. Januar 1991 die Vereine des ostdeutschen DRSV (Deutscher Ruder-Sport-Verband) in den westdeutschen DRV (Deutscher Ruderverband) aufgenommen.

## Ergebnisse
Hier sind die Medaillengewinner aus den A-Finals aufgelistet. Diese waren mit sechs Booten besetzt, die sich über Vor- und Hoffnungsläufe sowie Halbfinals für das Finale qualifizieren mussten. Die Streckenlänge betrug in allen Läufen 2000 Meter.

### Männer
| Bootsklasse                                  | Gold | Gold    | Silber | Silber  | Bronze | Bronze  |
| -------------------------------------------- | --- | ------- | --- | ------- | --- | ------- |
| Einer (M1x)                                  | Sowjetunion Jüri Jaanson | 7:22,15 | Tschechoslowakei Václav Chalupa | 7:26,98 | Neuseeland Eric Verdonk | 7:31,70 |
| Leichtgewichts-Einer (LM1x)                  | Niederlande Frans Göbel | 7:21,24 | Belgien Wim van Belleghem | 7:22,49 | Norwegen Per Sætersdal | 7:28,80 |
| Doppelzweier (M2x)                           | Österreich Arnold Jonke Christoph Zerbst | 6:56,37 | ostdt. DRSV-Mannschaft Thomas Lange Stefan Ullrich | 6:57,08 | Australien Peter Antonie Paul Reedy | 7:04,49 |
| Leichtgewichts-Doppelzweier (LM2x)           | Vereinigte Staaten Robert Dreher Stephen Peterson | 7:46,15 | westdt. DRV-Mannschaft Karsten Krüger Peter Müller | 7:46,38 | Österreich Walter Rantasa Christoph Schmölzer | 7:46,88 |
| Doppelvierer (M4x)                           | Sowjetunion Walerij Dossenko Sergei Kinjakin Mykola Tschupryna Guirts Vilks                                                                                            | 5:40,44 | Schweiz Ueli Bodenmann Marc-Sven Nater Alexander Ruckstuhl Beat Schwerzmann                                                                                | 5:41,81 | Italien Alessandro Corona Gianluca Farina Massimo Paradiso Filippo Soffici                                                                                  | 5:42,18 |
| Leichtgewichts-Doppelvierer (LM4x)           | Italien Francesco Esposito Massimo Lana Paolo Pittino Massimo Guglielmi                                                                                                | 5:46,38 | Frankreich Bruno Boucher Bruno Lebeda Laurent Porchier Thierry Renault                                                                                     | 5:48,58 | Australien Stephen Hawkins Bruce Hick Gary Lynagh Simon Burgess                                                                                             | 5:48,72 |
| Zweier ohne Steuermann (M2-)                 | ostdt. DRSV-Mannschaft Thomas Jung Uwe Kellner | 7:07,91 | Sowjetunion Nikolai Pimenow Juri Pimenow | 7:10,20 | Vereinigtes Königreich Matthew Pinsent Steven Redgrave | 7:12,38 |
| Zweier mit Steuermann (M2+)                  | Italien Carmine Abbagnale Giuseppe Abbagnale Giuseppe Di Capua (Stm.)                                                                                                  | 6:48,30 | Spanien Ibon Urbieta Zubiria José Ignacio Bugarín Pereira Gabriel Marco (Stm.)                                                                             | 6:50,52 | Jugoslawien Milan Janša Robert Krasovec Robert Erzen (Stm.)                                                                                                 | 6:51,84 |
| Vierer ohne Steuermann (M4-)                 | Australien Nick Green Mike McKay James Tomkins Samuel Patten | 5:52,20 | Niederlande Niels van der Zwan Jaap Krijtenburg Bart Peters Sven Schwarz                                                                                   | 5:53,41 | ostdt. DRSV-Mannschaft Ralf Brudel Olaf Förster Thomas Greiner Jens Luedecke                                                                                | 5:54,71 |
| Leichtgewichts-Vierer ohne Steuermann (LM4-) | westdt. DRV-Mannschaft Klaus Altena Michael Buchheit Stephan Fahrig Bernhard Stomporowski                                                                              | 7:03,68 | Frankreich Stephane Guerinot Laurent Irazusta Benoit Masson Jose Oyarzabal                                                                                 | 7:05,57 | Niederlande Frank Gerritse Pim Laken Mark Emke Han de Regt                                                                                                  | 7:05,84 |
| Vierer mit Steuermann (M4+)                  | ostdt. DRSV-Mannschaft Bernd Eichwurzel Mario Grüssel Detlef Kirchhoff Stefan Schulz Hendrik Reiher (Stm.)                                                             | 6:46,73 | westdt. DRV-Mannschaft Wolfgang Klapheck Stefan Scholz Ansgar Wessling Volker Zimmnau Thomas Alt (Stm.)                                                    | 6:48,03 | Sowjetunion Igor Bortnizki Sigitas Kučinskas Jonas Narmontas Wladimir Romanischin Petr Petrinitsch (Stm.)                                                   | 6:49,40 |
| Achter (M8+)                                 | westdt. DRV-Mannschaft Roland Baar Dirk Balster Frank Dietrich Christoph Korte Frank Richter Martin Steffes-Mies Matthias Ungemach Armin Weyrauch Manfred Klein (Stm.) | 5:26,62 | Kanada Darren Barber Andy Crosby Robert Marland Derek Porter Michael Rascher Bruce Robertson Brian Saunderson John Wallace Terry Paul (Stm.)               | 5:27,57 | ostdt. DRSV-Mannschaft Thomas Bänsch Andre Hache Frank Pawlowski Michael Peter Roland Schröder Hans Sennewald Thomas Woddow Lutz Thiede Peter Thiede (Stm.) | 5:29,88 |
| Leichtgewichts-Achter (LM8+)                 | Italien Enrico Barbaranelli Franco Falossi Carlo Gaddi Fabrizio Ranieri Fabrizio Ravasi Andrea Re Roberto Romanini Alfredo Striani Giuseppe Lamberti (Stm.)            | 5:35,03 | Dänemark Svend Blitskov Peter Madsen Flemming Meyer Vagn Nielsen Henning Bay Nielsen Lars Rasmussen Michael Sørensen Bo Vestergaard Stephen Masters (Stm.) | 5:36,98 | Vereinigtes Königreich Christopher Bates Marysh Chmiel Peter Haining Toby Hessian Tom Kay Carl Smith Neil Staite Stephen Wright John Deakin (Stm.)          | 5:37,75 |

### Frauen
| Bootsklasse                                  | Gold | Gold    | Silber | Silber  | Bronze | Bronze  |
| -------------------------------------------- | --- | ------- | --- | ------- | --- | ------- |
| Einer (W1x)                                  | ostdt. DRSV-Mannschaft Birgit Peter | 7:24,10 | Kanada Silken Laumann | 7:27,08 | westdt. DRV-Mannschaft Maricica Țăran | 7:30,03 |
| Leichtgewichts-Einer (LW1x)                  | Dänemark Mette Bloch Jensen | 8:12,64 | Niederlande Laurien Vermulst | 8:14,58 | Belgien Rita Defauw | 8:21,20 |
| Doppelzweier (W2x)                           | ostdt. DRSV-Mannschaft Kathrin Boron Beate Schramm | 8:18,63 | Sowjetunion Inna Frolowa Tetjana Ustjuschanina | 8:23,46 | Vereinigte Staaten Kristine Karlson Alison Townley | 8:29,35 |
| Leichtgewichts-Doppelzweier (LW2x)           | Dänemark Ulla Jensen Regitze Siggaard | 6:57,96 | Vereinigte Staaten Holly Brunkov Lindsay Burns | 7:03,24 | Kanada Brenda Colby Wendy Wiebe | 7:03,30 |
| Doppelvierer (W4x)                           | ostdt. DRSV-Mannschaft Kerstin Köppen Claudia Krüger Sybille Schmidt Jana Sorgers                                                                             | 6:14,08 | Sowjetunion Jelena Chlopzewa Switlana Masij Marja Omeljanowitsch Sarija Sakirowa                                                                                 | 6:20,25 | Tschechoslowakei Hana Kafková Iva Mikulová Martina Šefčíková Irena Soukupová                                                                                   | 6:22,33 |
| Zweier ohne Steuerfrau (W2-)                 | westdt. DRV-Mannschaft Stefani Werremeier Ingeburg Althoff | 8:28,37 | Vereinigte Staaten Stephanie Maxwell-Pierson Anna Seaton | 8:41,62 | ostdt. DRSV-Mannschaft Ina Justh Birte Siech | 8:44,59 |
| Vierer ohne Steuerfrau (W4-)                 | Rumänien Doina Bălan Iulia Bobeică Marioara Trașcă Doina Ciucanu-Robu                                                                                         | 7:51,68 | westdt. DRV-Mannschaft Sylvia Dördelmann Meike Holländer Gabriele Mehl Cerstin Petersmann                                                                        | 7:52,45 | ostdt. DRSV-Mannschaft Jeannette Barth Antje Frank Kathrin Haacker Judith Zeidler                                                                              | 7:56,54 |
| Leichtgewichts-Vierer ohne Steuerfrau (LW4-) | Kanada Jill Blois Colleen Miller Diana Sinnage Rachel Starr                                                                                                   | 6:38,40 | Australien Amanda Cross Rebecca Joyce Sally Ninham Pamela Westendorf-Marshall                                                                                    | 6:40,32 | Volksrepublik China Sanmei Liang Zhi-Ai Lin Meilan Zeng Huajie Zhang                                                                                           | 6:42,30 |
| Achter (W8+)                                 | Rumänien Doina Bălan Iulia Bobeică Constanța Burcică Veronica Cochela Marioara Trașcă Anișoara Oprea Mărioara Popescu Doina Ciucanu-Robu Elena Nedelcu (Stf.) | 5:59,26 | Vereinigte Staaten Shelagh Donohoe Cynthia Eckert Sarah Gengler Kelley Jones Stephanie Maxwell-Pierson Tracy Rude Anna Seaton Kathryn Young Yasmin Farooq (Stf.) | 6:01,67 | ostdt. DRSV-Mannschaft Ramona Franz Christiane Harzendorf Annette Hohn Micaela Schmidt Ute Wagner Annegret Strauch Ute Wild Heike Winkler Yvonne Illing (Stf.) | 6:03,18 |

## Medaillenspiegel
| Platz | Land                        | Gold | Silber | Bronze | Gesamt |
| ----- | --------------------------- | ---- | ------ | ------ | ------ |
| 1     | ostdeutsche DRSV-Mannschaft | 5    | 1      | 5      | 11     |
| 2     | westdeutsche DRV-Mannschaft | 3    | 3      | 1      | 7      |
| 3     | Italien                     | 3    |        | 1      | 4      |
| 4     | Sowjetunion                 | 2    | 3      | 1      | 6      |
| 5     | Dänemark                    | 2    | 1      |        | 3      |
| 6     | Rumänien                    | 2    |        |        | 2      |
| 7     | Vereinigte Staaten          | 1    | 3      | 1      | 5      |
| 8     | Kanada                      | 1    | 2      | 1      | 4      |
| 8     | Niederlande                 | 1    | 2      | 1      | 4      |
| 10    | Australien                  | 1    | 1      | 2      | 4      |
| 11    | Österreich                  | 1    |        | 1      | 2      |
| 12    | Frankreich                  |      | 2      |        | 2      |
| 13    | Belgien                     |      | 1      | 1      | 2      |
| 13    | Tschechoslowakei            |      | 1      | 1      | 2      |
| 15    | Spanien                     |      | 1      |        | 1      |
| 15    | Schweiz                     |      | 1      |        | 1      |
| 17    | Vereinigtes Königreich      |      |        | 2      | 2      |
| 18    | Volksrepublik China         |      |        | 1      | 1      |
| 18    | Norwegen                    |      |        | 1      | 1      |
| 18    | Neuseeland                  |      |        | 1      | 1      |
| 18    | Jugoslawien                 |      |        | 1      | 1      |
| Summe | Summe                       | 22   | 22     | 22     | 66     |